# Ozero Plino
Ozero Plino (ryska: Озеро Плино) är en sjö i Belarus.   Den ligger i voblasten Vitsebsks voblast, i den norra delen av landet, 150 km norr om huvudstaden Minsk. Ozero Plino ligger 137 meter över havet. Arean är 0,29 kvadratkilometer. Den sträcker sig 0,7 kilometer i nord-sydlig riktning, och 0,8 kilometer i öst-västlig riktning.
I omgivningarna runt Ozero Plino växer i huvudsak blandskog. Runt Ozero Plino är det glesbefolkat, med 13 invånare per kvadratkilometer.